# Hydroporus simplex
Hydroporus simplex är en skalbaggsart som beskrevs av Gordon 1981. Hydroporus simplex ingår i släktet Hydroporus och familjen dykare. Inga underarter finns listade i Catalogue of Life.